# Sammi Rotibi
Sammi Rotibi est un acteur américain d'origine nigeriane, né au Nigeria.

## Filmographie

### Cinéma
- 1998 : Extramarital : Tyrone
- 2003 : Les Larmes du Soleil : Arthur Azuka
- 2005 : Lord of War : Andre Baptiste Jr.
- 2006 : Yellow : Red
- 2009 : Blue' : Lamont
- 2011 : CIS : Las Gidi : Bolaji Ladejo
- 2011 : 40-Life : Un touriste
- 2012 : LUV : Jamison
- 2012 : Maniac : Jason
- 2012 : Dirty Laundry : Goldtooth
- 2012 : Django Unchained : Rodney
- 2014 : Cru : Adisa Ewansiha
- 2015 : Bad Asses on the Bayou : Geoffrey
- 2016 : Batman v Superman : L'Aube de la justice : le général Amajagh
- 2021 : American Nightmare 5 : Sans Limites : Darius Bryant

### Télévision
- 1997 - 2003 : New York Police Blues : Dele Okafor / un nigérian
- 1998 : Rage de survivre : Marlow Bitta
- 2001 : Washington Police : Officier Noland jeune
- 2001 : La Loi du fugitif : Marchand
- 2001 : Special Unit 2 : Policier #2
- 2001 : Son of the Beach : le travailleur africain
- 2001 : The Jennie Project : Kwele
- 2001 : Invisible Man : Jarod
- 2003 : JAG : Louis Clair
- 2004 : Division d'élite : Adam Baker
- 2008 : Les Experts : Manhattan : Arthur Bodie
- 2012 : The Secret Circle : Ebden
- 2014 : Matador (série télévisée) - 8 épisodes : Diki Akinyele
- 2016, 2018 : Mars : Robert Foucault
- 2017 : The Blacklist (série télévisée) - 1 épisode : Geoffroy Keino
- 2021 : The Lost Symbol : Agent spécial Adamu